# Jonzac
Jonzac is een gemeente in het Franse departement Charente-Maritime (regio Nouvelle-Aquitaine). De plaats is de onderprefectuur van het arrondissement Jonzac. Jonzac telde op 1 januari 2022 3.576 inwoners.
Jonzac is bekend door zijn kasteel en als kuuroord.

## Geschiedenis
Al in de 11e eeuw was er een burcht in Jonzac, gebouwd op een heuvel boven de Seugne. Jonzac groeide uit tot een marktplaats met een stadsmuur gevormd door de huizen van de stad en twee stadspoorten. Van 1370 tot de 17e eeuw was het kasteel in handen van het huis Sainte-Maure. Het kasteel werd tijdens de Honderdjarige Oorlog ingenomen door de Engelsen en daarna werd het kasteel ingenomen en vernield door het leger van koning Karel VII van Frankrijk. Het huidige kasteel (Châtelet de Jonzac) werd kort daarna, in de tweede helft van de 15e eeuw, gebouwd door Arnaud de Sainte-Maure. Het kasteel werd nog belegerd tijdens de Hugenotenoorlogen. In de stad kwamen verschillende kloosters.
In 1800 werd Jonzac een onderprefectuur. De stad bloeide dankzij de handel in cognac. Er kwam een treinstation.
In 1979 werden thermen geopend in Jonzac, die anno 2022 jaarlijks 17.000 gasten ontvangen.

## Geografie
De oppervlakte van Jonzac bedroeg op 1 januari 2022 13,09 vierkante kilometer; de bevolkingsdichtheid was toen 273,2 inwoners per km².
De Seugne stroomt door de gemeente. De stad is gebouwd op twee heuvels: de Mont Balaguier (met daarop het kasteel) en de Mont Guimard (met daarop de kerk).
De onderstaande kaart toont de ligging van Jonzac met de belangrijkste infrastructuur en aangrenzende gemeenten.

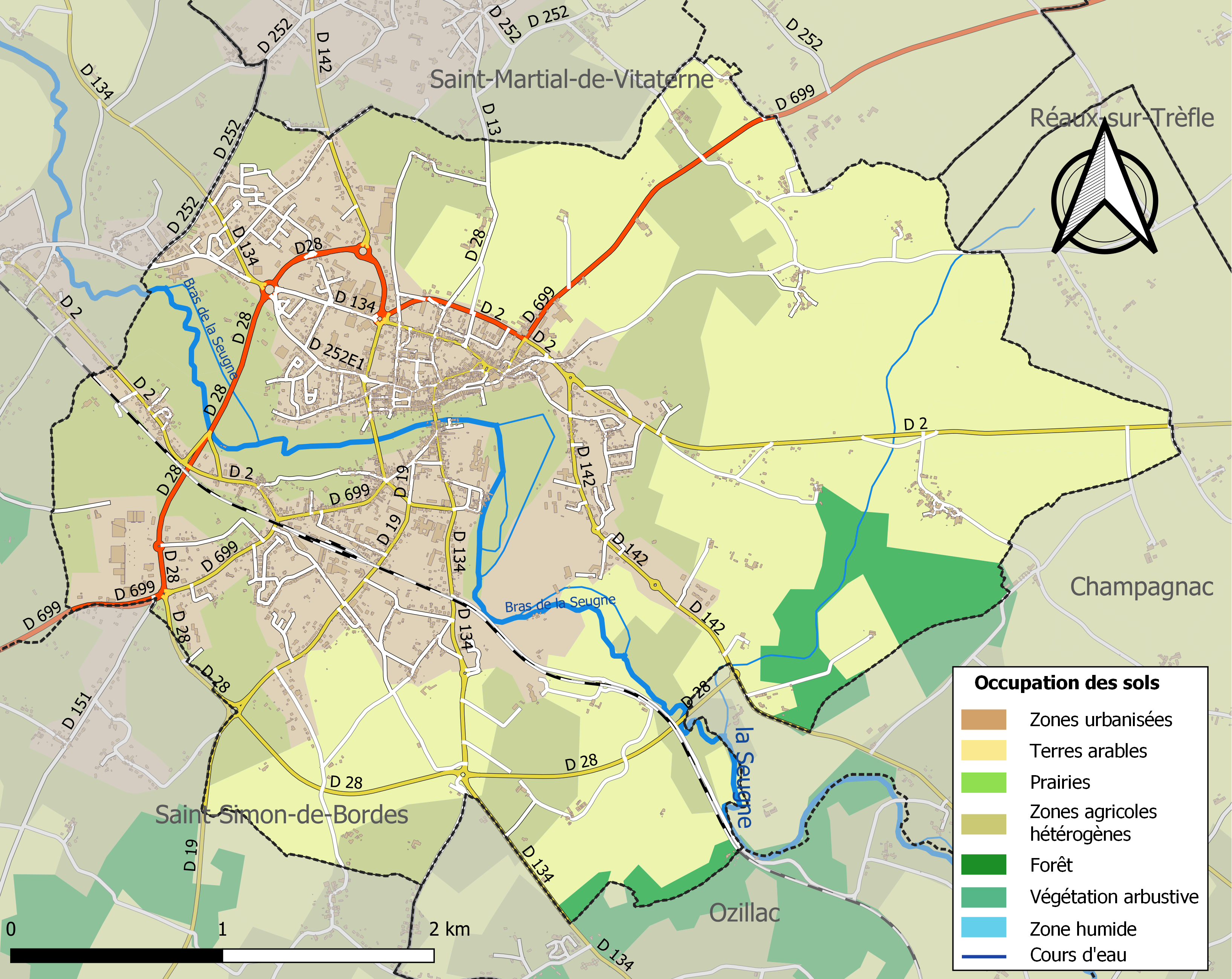

## Verkeer en vervoer
In de gemeente ligt spoorwegstation Jonzac.
In de gemeente ligt het sportvliegveld Aérodrome de Jonzac en Haute-Saintonge.

## Demografie
Onderstaande figuur toont het verloop van het inwonertal (bron: INSEE-tellingen).

## Bezienswaardigheden
- Kasteel van Jonzac (tweede helft van de 15e eeuw en 17e eeuw)
- Markthal (19e eeuw)
- Stadspoort
- Kerk Saint-Gervais et Saint-Protais
- Karmelietenklooster
- Windmolen van Le Cluzelet
- Watermolen chez Bret

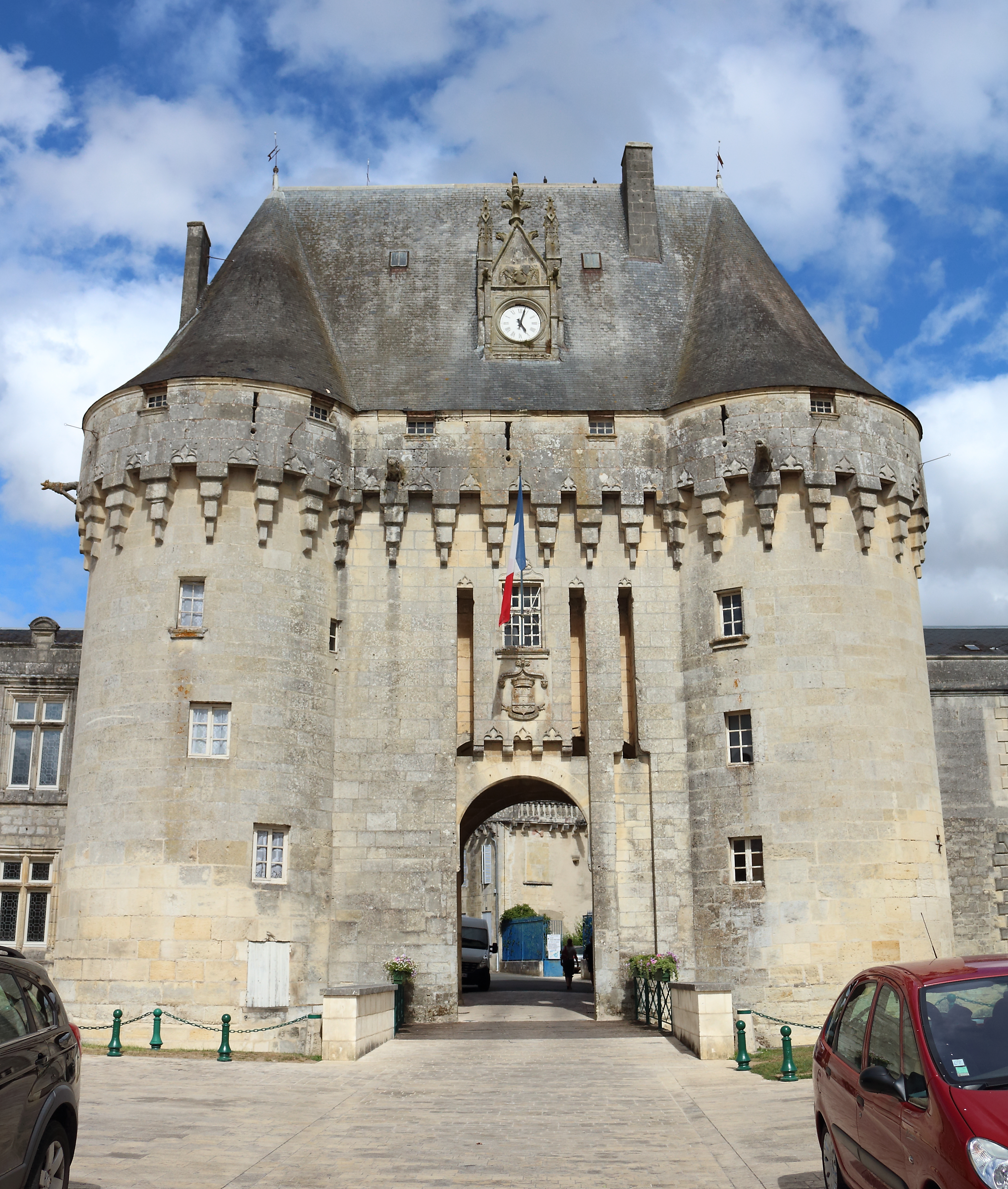
Kasteel van Jonzac
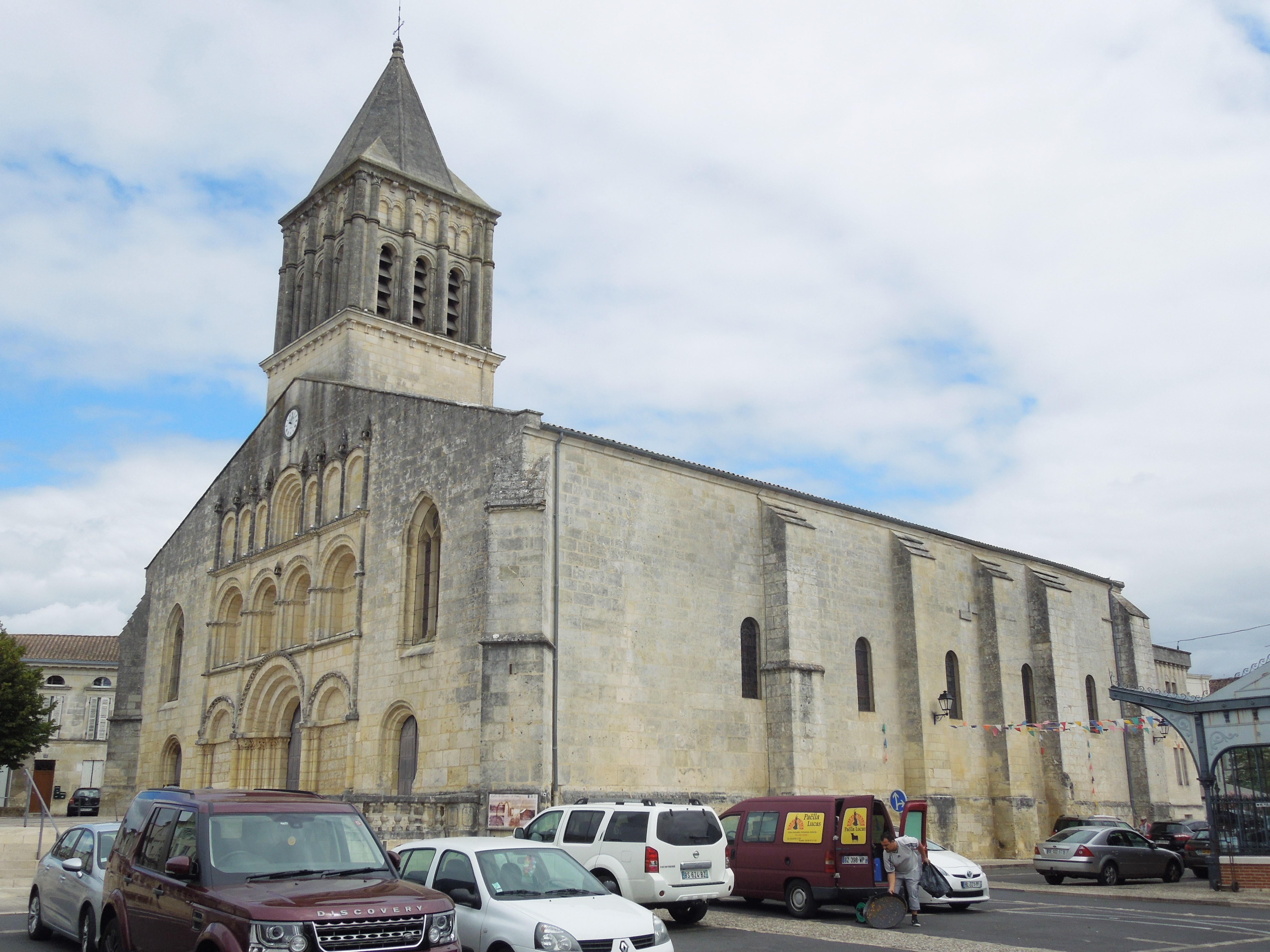
Kerk Saint-Gervais et Saint-Protais
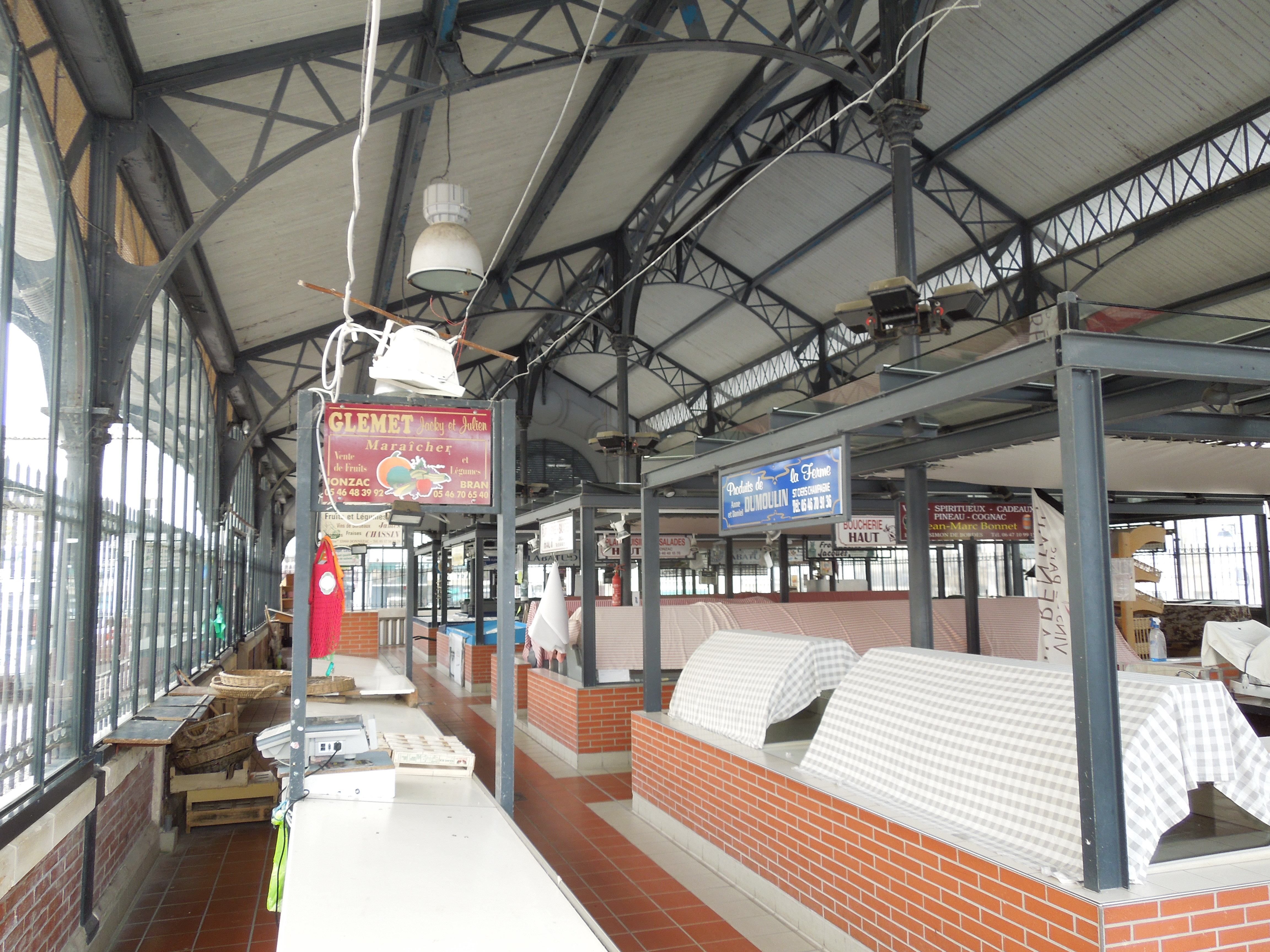
Markthal
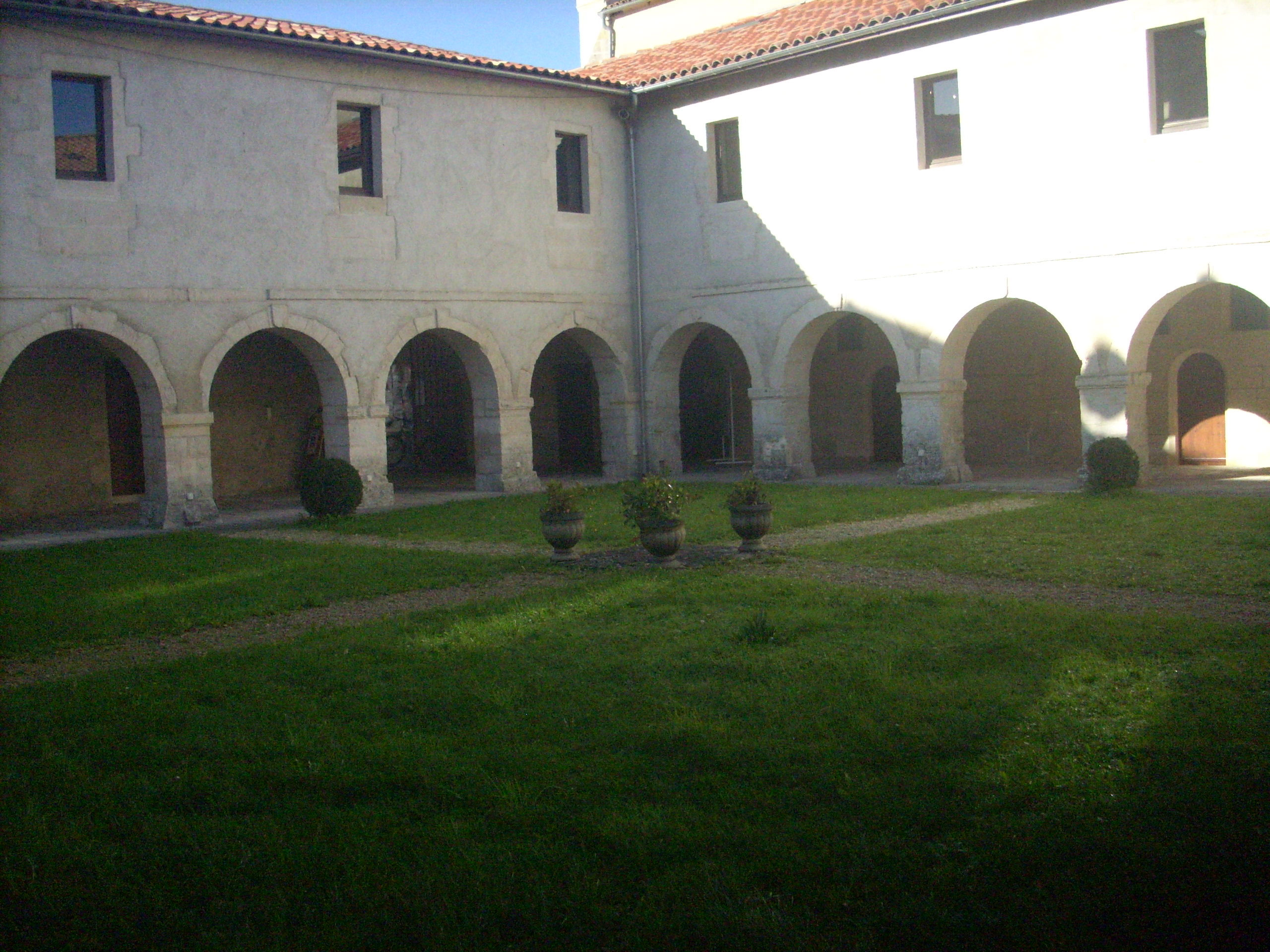
Karmelietenklooster
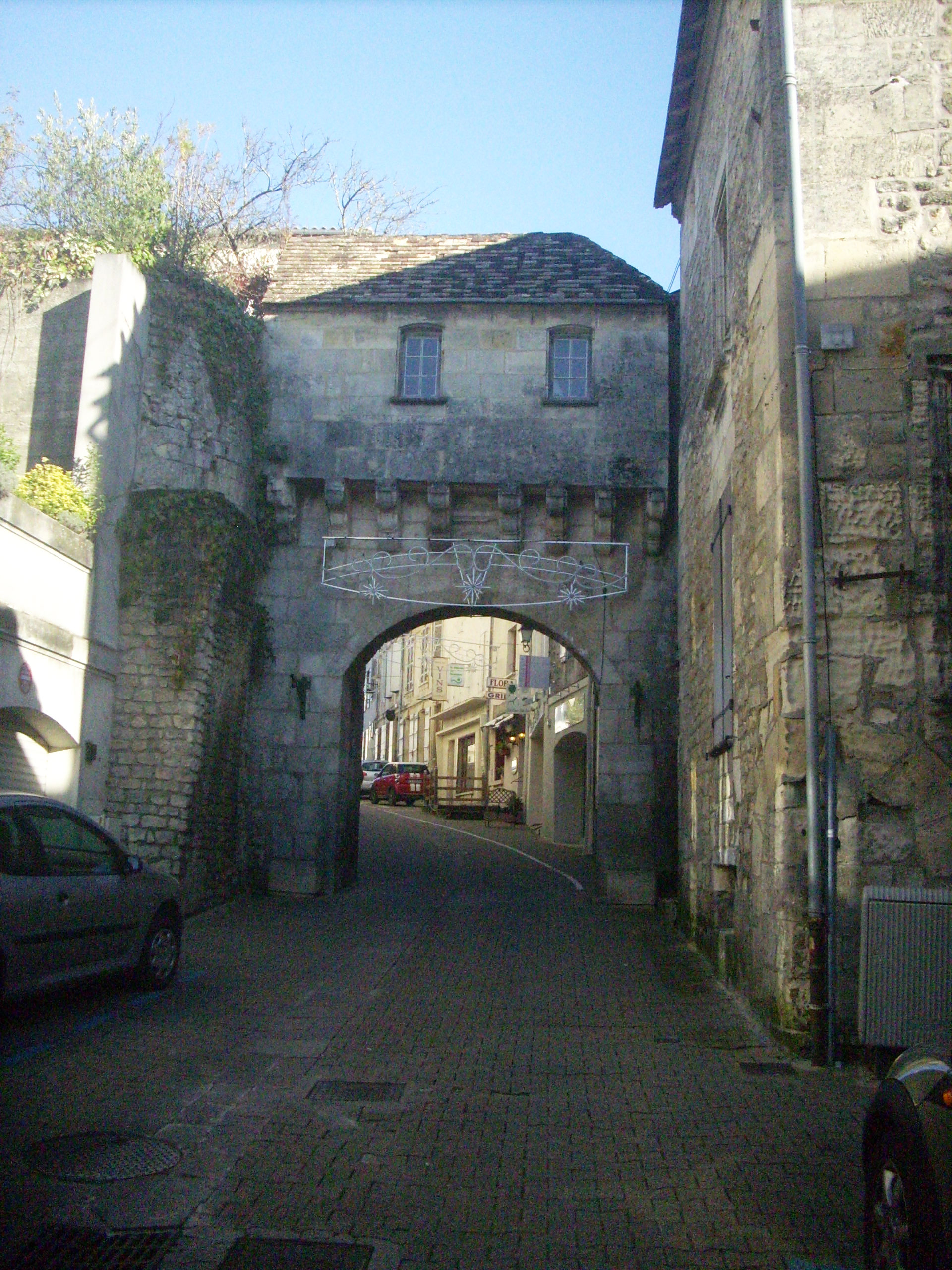
Stadspoort
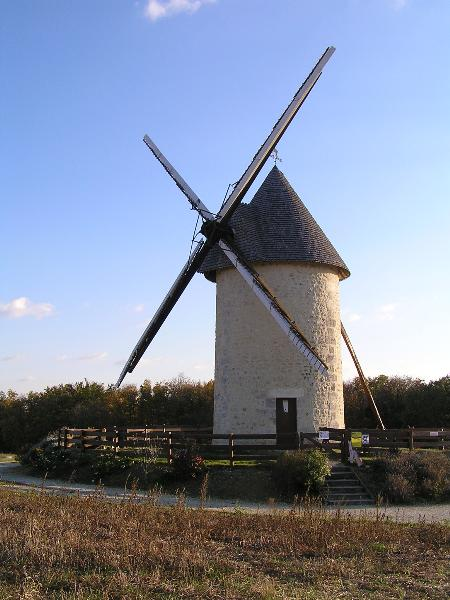
Windmolen van Le Cluzelet
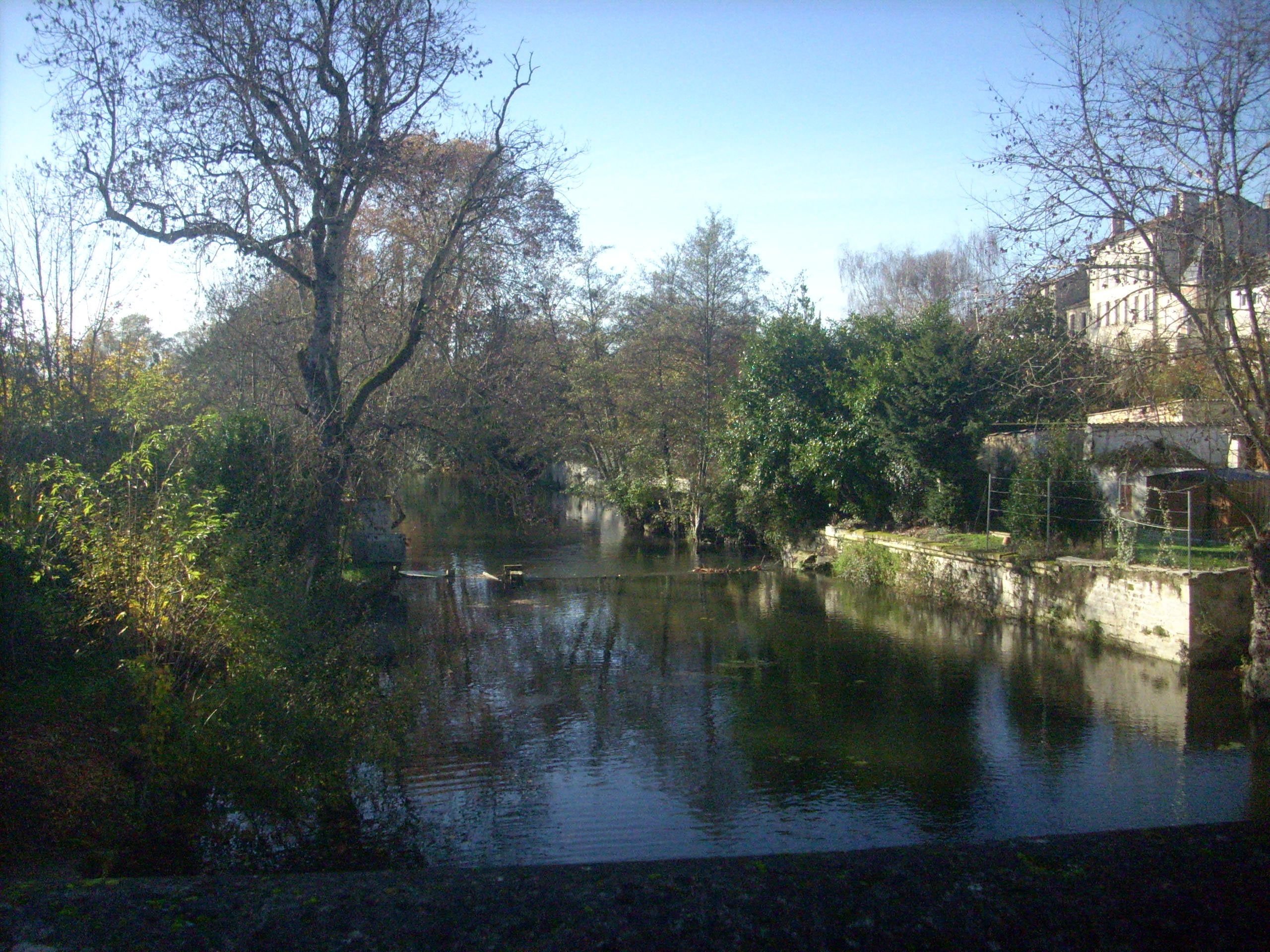
De Seugne in Jonzac

## Geboren
- Jacques Bossis (1952), wielrenner
- Malik Couturier (1982), voetballer

## Stedenband
- Grindavík, sinds 1998[5]